# 幼稚園図書室
幼稚園図書室（ようちえんとしょしつ）とは、幼稚園設置基準第11条第6項で努力規定として定められている図書室である。幼稚園図書室は学校図書館法の範囲外であり、代わりに幼稚園設置基準が図書室について規定している。学校図書館法におけるものは名称は図書室であっても法律上は図書館であるが、こちらは正式名称も「図書室」である。もちろん海外にも存在する。先行研究例の主なものとして鯨岡・野口調査が代表的である。ただしもっと前に中島正明氏による広島県内の幼稚園図書室調査もあるが、こちらは「平均蔵書冊数は無回答が多く蔵書冊数を正確に把握できない」とのことからこの記事では鯨岡・野口論文を主な参考文献とする。

## 幼稚園図書室の現状
- 野口・鯨岡調査によると設置率46.2％であった[2]。
- 蔵書構成は絵本だけで74％を占めた[2]。
- 図書室の平均蔵書冊数は平均1517冊であった[2]。
- 図書館司書・図書館司書教諭有資格率は4.8％であった[2]。
- 図書の貸し出しを行っているのは73.8％であった[3]。

## 幼稚園図書室の問題点
幼稚園教諭免許では学校図書館司書教諭免許は取れない。これは学校図書館法によって明記された専門職であって、前述の通り学校図書館法は幼稚園を除いているためである。そこで野口・鯨岡調査では幼稚園教諭免許状のみで学校図書館司書教諭免許を取れると法改正することに賛成か反対かを聞いたところ78.9％が賛成であった。しかし、そうするには幼稚園図書室を学校図書館法の適用内図書館とせねばならない。そこで「幼稚園図書室を学校図書館法の適用内図書館にすることに賛成か反対か」を聞いたとこを賛成26.3％、反対40.7％とやや反対が多く、矛盾が見られたという。

## 海外の幼稚園図書室
しかし、わが国の図書館情報学の調査はようやく国内の基礎統計が始まったばかりであり、諸外国との幼稚園図書室との比較は困難な状況にある。そもそも諸外国の幼稚園図書室は義務設置なのか、わが国のように「努力義務設置」なのか、それとも任意設置なのかすら比較調査も行われいないのが現実である。また海外の幼稚園図書室の専門職はわが国のように図書館司書資格者が行うのか、それとも学校図書館司書教諭資格者が行うのか、それと学校司書資格者が行うのか、まったくの無資格者が行う状況なのかを欧州、北米、アジア諸国で各国比較するといったこともしていないのが現実である。それどころか基礎統計がようやく出たといってもそれは横浜市
全域調査に過ぎず、他都道府県や他市区町村との区別すら比較調査すら行っていないのがわが国の幼稚園図書室の現実である。